# Wielki gracz
Wielki gracz (ang. Manhattan Melodrama) – amerykański film z 1934 w reżyserii W.S. Van Dyke’a.

## Obsada
- Clark Gable - Edward J."Blackie" Gallagher
- William Powell - Jim Wade
- Myrna Loy - Eleanor Packer
- Leo Carrillo - ojciec Joe
- Nat Pendleton - Spud
- George Sidney - Poppa Rosen
- Isabel Jewell - Annabelle
- Muriel Evans - Tootsie Malone
- Thomas E. Jackson -  Richard Snow
- Isabelle Keith - panna Adams, sekretarka Jima
- Frank Conroy - prawnik Blackiego
- Noel Madison - Manny Arnold
- Jimmy Butler - Jim Wade jako chłopiec
- Mickey Rooney - Blackie jako chłopiec
- Shirley Ross - śpiewaczka w Cotton Clubie
- George Irving - dyrektor kampanii (niewymieniony w czołówce)
- Edward Van Sloan - kapitan jachtu Swenson (niewymieniony w czołówce)

## Nagrody i nominacje
| Nazwa nagrody | Wygrane                                                          | Nominacje    |
| ------------- | ---------------------------------------------------------------- | ------------ |
| Oscar         | 1935 Najlepsze oryginalne materiały do scenariusza Arthur Caesar | 1935 wygrana |